# گره ترکی

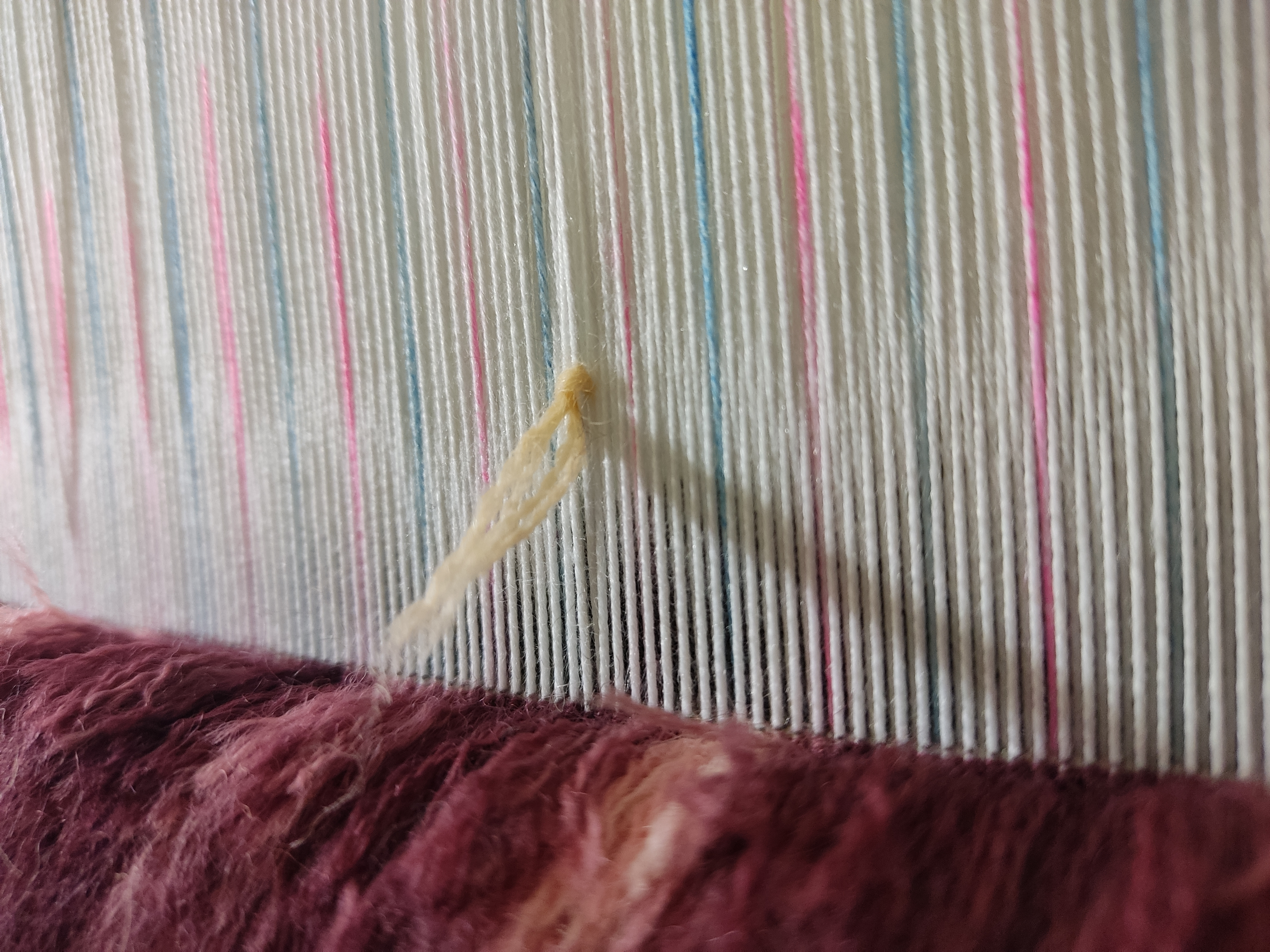
گره ترکی که در یک فرش ریزبافت استفاده شده است

گره ترکی یا گره متقارن یک شیوه بافت قالی در فرش‌های ایرانی است. کارشناسان معتقدند که این نوع گره محکم ترین روش گره بافت فرش است. این گره برخلاف نامش، ریشه در فرهنگ و هنر کهن ایرانی دارد و ارتباطی با مردم تُرک ندارد؛ استفاده از این سبک در بسیاری از مناطق ایران مانند قشقایی، بختیاری، کرمان، کردستان و اصفهان و همچنین بافته شدن فرش ۲۵۰۰ ساله ایرانی پازیریک با این گره گواهی بر ایرانی بودن این سبک است، از این رو این نام به اشتباه برای این گره رایج شده است.
به این صورت است که نخ از روی دو تار و از کنار آنها به عقب برده می‌شود و سپس از داخل تارها به جلو برگشته و محکم می‌شود.
این روش وقت زیادی می‌خواهد و مخصوص قالی‌های ریزبافت و نقشه‌های ظریف با رنگ‌های متنوع و خطوط نازک است. در این روش، امکان بی گره بافی یا جفت بافی (که نوعی بی نظمی در بافت یا تقلب است) وجود ندارد.
به همین دلیل، این قالی‌ها علاوه بر ظرافت بی‌اندازه، بسیار محکمند و به این سادگی‌ها نخ نما نمی‌شوند. از طرفی این گره آن قدر محکم است که می‌شود پرزهای فرش را چنان قیچی کرد که به کوتاهی مخمل شوند و با پا خوردن بیشتر، نقش‌ها و ظرافت گره‌ها بیشتر نمایان شود. به همین دلیل مشهور است که قالی کرمان که با گره ترکی بافته می شود هر چه پا بخورد نه تنها هیچ آسیبی نمی بیند بلکه مرغوب تر نیز می شود. فرش قم، تبریز، اصفهان و کرمان ترکی بافند؛ یعنی هم ظریف اند، هم بسیار زیبا و بسیار محکم و بادوامند و البته گران.
اغلب فرش‌های دستباف، با گره‌های ترکی بافته می‌شوند.